# مجلة أم أيه أل
مجلة أم أيه أل (بالإنجليزية: MEL Magazine)‏ كانت مجلة للرجال مقرها الرئيسي في مارينا دل راي، كاليفورنيا. بتمويل من دولار شيف كلوب، وصفت صحفيّة نيويورك تايمز أماندا هيس ميل بأنها «مجلة الرجال النادرة التي أخذت على عاتقها التحقيق في الرجولة، وليس فرضها.» لم يكن لدى المجلة إعلانات.

## وصلات خارجية
- الموقع الرسمي